# 밤의 스타쇼
《밤의 스타쇼》는 대한민국의 방송사 언론 통폐합 이전인 TBC와 언론 통폐합 이후인 KBS에 방송됐던 예능 텔레비전 프로그램이다.

## 기획 의도
한밤의 연예인 스타들과 함께 음악쇼 버라이어티 프로그램이다.

## 방송 일정
- TBC - 1980년 4월 14일 ~ 1980년 11월 24일 : 매주 월요일 밤 10시 40분 ~ 11시 30분
- KBS 2TV - 1980년 12월 8일 ~ 1981년 1월 26일 : 매주 월요일 밤 11시 ~ 11시 50분
- KBS 2TV - 1981년 2월 2일 ~ 1981년 8월 31일 : 매주 월요일 밤 9시 40분 ~ 10시 30분

## 에피소드 목록

### 1980년
- 1980년 4월 14일 : 추송웅
- 4월 21일 : 사미자
- 5월 5일 : 패티김
- 5월 12일 : 이주일
- 5월 19일 : 송창식
- 5월 26일 : 서영춘
- 6월 2일 : 불명
- 6월 9일 : 불명
- 6월 16일 : 차범근
- 7월 7일 : 바니걸스
- 7월 14일 : 혜은이
- 7월 28일 : 허정무
- 8월 4일 : 이봉조
- 8월 11일 : 이미자
- 9월 8일 : 이미자
- 9월 15일 : 윤시내
- 9월 22일 : 김세환
- 10월 6일 : 박경애
- 10월 13일 : 글로리아방
- 10월 20일 : 진미령
- 10월 27일 : TBC 세계가요제 한국 대표팀 본선 주인공
- 11월 3일 : 작은별가족
- 11월 10일 : 최백호
- 11월 17일 : 최희준, 이정선 (동양방송 제작 마지막 방송)
- 12월 8일 : 불명 (한국방송공사 제작, KBS 2TV로 계승)
- 12월 15일 : 조용필
- 12월 22일 : 윤형주, 송창식, 이종용, 윤정하

### 1981년
- 1981년 1월 5일 : 불명
- 1월 12일 : 이은하
- 1월 19일 : 김희갑
- 1월 26일 : 신중현
- 2월 2일 : 최희준
- 2월 9일 : 김훈
- 2월 16일 : 불명
- 2월 23일 : 이상해
- 3월 2일 : 조용필
- 3월 9일 : 전영록
- 3월 16일 : 박재란
- 3월 23일 : 최헌
- 3월 30일 : 김상국
- 4월 6일 : 허참
- 4월 13일 : 김준
- 4월 20일 : 조경수
- 4월 27일 : 조경수
- 5월 4일 : 윤정희
- 5월 11일 : 윤시내
- 5월 25일 : 희자매
- 6월 1일 : 최헌, 이은하
- 6월 8일 : 최무룡
- 6월 15일 : 혜은이
- 6월 29일 : 윤항기
- 7월 6일 : 김도향
- 7월 13일 : 함중아와 양키스
- 7월 20일 : 김상희
- 7월 27일 : 강부자
- 8월 3일 : 박상규
- 8월 10일 : 이택림, 이정희
- 8월 17일 : 정종숙
- 8월 24일 : 송창식
- 8월 31일 : 최병렬

## 같이 보기
- 스타와 함께 (MBC)
- 텔레비전 음악